# John Bedini
John Bedini van Bedini Electronics is een Amerikaans elektrotechnisch ingenieur en uitvinder van de Bedini Audio Spectral Enhancer, een processor die het stereo-effect van geluidsopnamen versterkte in opnamen uit de jaren tachtig en begin negentig. Bedini heeft verschillende patenten op dit gebied.
Bedini is ook een van de vele uitvinders die zich bezighouden met 'vrije energie', die beweren dat ze 'gratis energie' kunnen aftappen uit het 'vacuüm'. Dit zijn in essentie perpetuum mobile's, die volgens de huidige natuurkundige inzichten onmogelijk zijn. Bedini heeft desondanks hierop verschillende patenten aangevraagd.